# 漁港

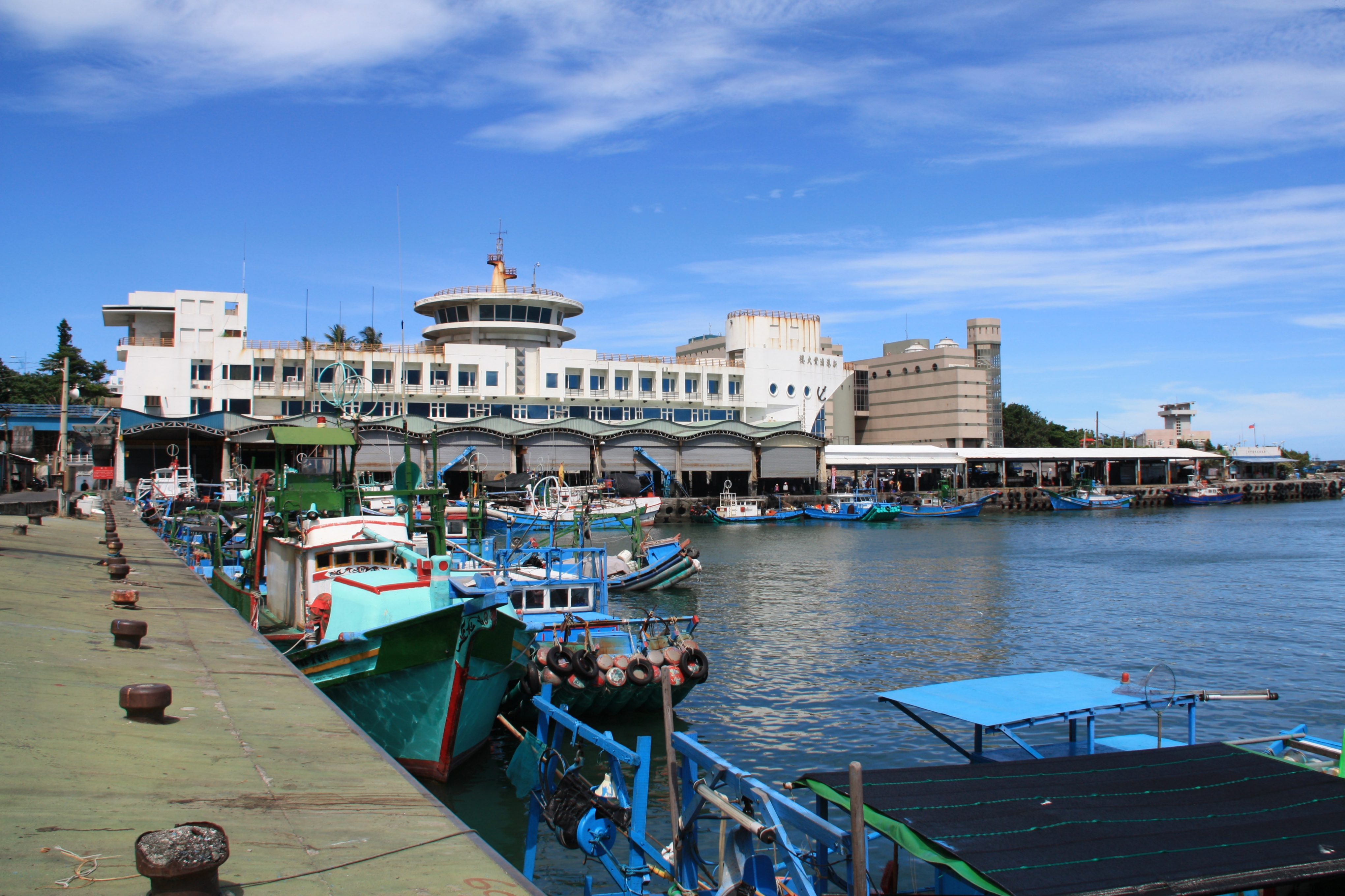
台湾的成功漁港

漁港是指具有漁業功能、停泊渔船的港口，例如：捕魚，又有分近海和遠洋兩種漁港。一般的大型渔港（第一類漁港）一般设有魚市場、起卸碼頭，以及漁船補給（加油、加水、加冰）、魚貨加工、冷凍、船機修理、保養設備等；地理位置大多设于交通方便之处，以方便魚貨運輸銷售。